# 대한민국 형사소송법 제80조
대한민국 형사소송법 제80조는 요급처분에 대한 형사소송법의 조문이다.

## 조문
第80條(要急處分) 裁判長은 急速을 要하는 境遇에는 第68條 乃至 第73條, 第76條, 第77條와 前條에 規定한 處分을 할 수 있고 또는 合議部員으로 하여금 處分을 하게 할 수 있다.

제80조(요급처분) 재판장은 급속을 요하는 경우에는 제68조 내지 제73조, 제76조, 제77조와 전조에 규정한 처분을 할 수 있고 또는 합의부원으로 하여금 처분을 하게 할 수 있다.

## 참고 문헌
- 손동권 신이철, 새로운 형사소송법(초판, 2013), 세창, 2013. ISBN 9788984114081